# X (фильм, 2022)
«X» (англ. X) — американский слэшер 2022 года режиссёра и сценариста Тая Уэста. Главные роли исполнили Миа Гот, Дженна Ортега, Мартин Хендерсон, Бриттани Сноу, Кид Кади, Оуэн Кэмпбелл и Стивен Юр. Сюжет повествует о группе кинематографистов, которая приезжает в Техас на ферму пожилой пары для съёмок порнографического фильма, и подвергается смертельной опасности.
Проект был анонсирован в ноябре 2020 года одновременно с назначением Тая Уэста режиссёром и сценаристом. В этот же период был объявлен актёрский состав фильма. Основные съёмки проходили с февраля по март 2021 года на Северном острове Новой Зеландии, преимущественно в посёлке Форделл. Музыка к фильму была написана Тайлером Бэйтсом и Челси Вулф.
Мировая премьера «X» состоялась 13 марта 2022 года на фестивале South by Southwest. В США фильм вышел 18 марта 2022 года. Кинолента была удостоена положительных отзывов от критиков, высоко оценивших режиссуру Уэста, игру ведущих актёров, а также отсылки к слэшерам XX века, в частности «Техасской резне бензопилой» 1974 года.
«X» является первым фильмом одноимённой кинотрилогии. Приквел под названием «Пэрл», снятый одновременно с «X», вышел 16 сентября 2022 года. Релиз сиквела «Максин XXX» состоялся 5 июля 2024 года.

## Сюжет
В 1979 году полицейские прибывают на уединённую ферму в сельской местности Техаса и находят множество мёртвых тел. Они спускаются в подвал дома, где видят нечто шокирующее.
События переносятся на 24 часа назад. Группа кинематографистов — начинающая порноактриса Максин, её бойфренд-продюсер Уэйн, другие актёры Бобби-Линн и Джексон, режиссёр Эрджей и его консервативная подруга-звукооператор Лоррейн — отправляются в Техас на съёмки порнофильма для стремительно развивающегося рынка домашнего видео. Команда прибывает на ферму пожилой пары Говарда и Пэрл. Говард, не зная об их намерении, отводит им место в гостевом доме, и группа приступает к работе над фильмом «Дочери фермера».
Пока Бобби-Линн и Джексон разыгрывают сцену, не занятая в съёмках Максин замечает Пэрл, которая приглашает её в дом пары. В ходе разговора Пэрл сетует на свой возраст, завидует молодости Максин и сексуально домогается её. Позже она наблюдает съёмку эпизода с участием Максин и Джексона, из-за чего возбуждается. Пэрл просит Говарда заняться с ней сексом, но тот отказывается, ссылаясь на слабое сердце.
По окончании части съёмок команда отдыхает в гостевом доме. Лоррейн, ранее критически относившаяся к художественной ценности фильма, неожиданно меняет свою позицию и желает участвовать в съёмках, чем вызывает протест Эрджея. В итоге Эрджей снимает сцену с Лоррейн и Джексоном, но ночью приходит в ярость из-за её неверности, а также нарушения замысла фильма, и собирается уехать. Его останавливает Пэрл и пытается соблазнить, но Эрджей даёт ей отпор, и она закалывает его до смерти. Лоррейн и Уэйн замечают исчезновение Эрджея, и отправляются на его поиски. Уэйн заходит в сарай, где его убивает вилами Пэрл. Лоррейн сталкивается с Говардом, который заявляет о пропаже Пэрл и посылает девушку за фонариком в подвал их дома. В подвале Лоррейн находит труп и пытается бежать, но обнаруживает дверь запертой.
Говард приходит к гостевому дому и просит Джексона помочь найти Пэрл. Они обходят озеро, где Джексон находит затопленную машину. Затем Говард убивает его, таким образом показывая своё соучастие с Пэрл. Тем временем Пэрл входит в гостевой дом и ложится голой в кровать к спящей Максин. Та просыпается и кричит, а пробудившаяся Бобби-Линн видит убегающую из дома Пэрл. В доме Лоррейн пробивает дверь подвала топором, но появившийся Говард ломает ей палец и с угрозами заставляет вернуться обратно, а также заглушает её крики евангельским шоу проповедника по телевизору. Бобби-Линн следует за Пэрл к озеру и пытается отвести её от воды. Между ними возникает словесная перепалка, после чего Пэрл сталкивает Бобби-Линн в озеро, где её пожирает аллигатор.
Максин видит, как Пэрл и Говард возвращаются в гостевой дом, и прячется под кроватью. Супруги обсуждают убийства, а затем занимаются сексом. Максин выбегает на улицу к фургону, где она находит труп Эрджея. Не обнаружив ключей в машине, Максин вооружается пистолетом, заходит в дом пары и освобождает Лоррейн. Та обвиняет Максин в произошедшем и в панике бежит к парадной двери, однако её смертельно ранит Говард. Когда пара начинает перемещать Лоррейн, она неожиданно дёргается, и испугавшийся Говард умирает от сердечного приступа. Максин забирает ключи от машины и пытается выстрелить в Пэрл, однако понимает, что пистолет не заряжен. Пэрл в ответ стреляет в неё, но, промахнувшись, теряет равновесие из-за отдачи от дробовика и ломает бедро при падении на крыльце. Максин, игнорируя мольбы Пэрл о помощи, садится в фургон. Лежащая Пэрл начинает оскорблять девушку, на что Максин обезглавливает её колесом машины, после чего уезжает с фермы.
Действие возвращается к вступительной сцене. Шерифы продолжают осматривать место бойни, в то время как в гостиной дома по телевизору показываются проповедник и Максин, оказавшиеся отцом и дочерью. Полицейские находят камеру Эрджея и размышляют о её содержимом.

## В ролях

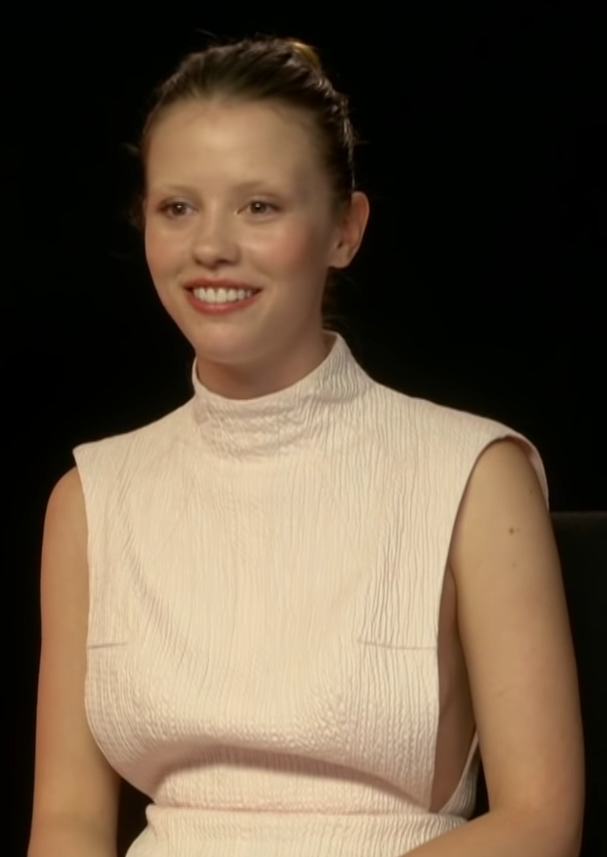
Миа Гот, исполнительница ролей Максин Минкс и Пэрл

| Актёр            | Роль                |
| ---------------- | ------------------- |
| Миа Гот          | Максин Минкс / Пэрл |
| Дженна Ортега    | Лоррейн Дэй         |
| Бриттани Сноу    | Бобби-Линн Паркер   |
| Мартин Хендерсон | Уэйн Гилрой         |
| Кид Кади         | Джексон Хоул        |
| Оуэн Кэмпбелл    | Эрджей Николс       |
| Стивен Юр        | Говард              |
| Джеймс Гейлин    | шериф Дентлер       |

## Производство

### Разработка и кастинг
В ноябре 2020 года было объявлено, что компания A24 совместно с Little Lamb Productions приступила к разработке нового фильма ужасов, получившего название «X». Тай Уэст стал режиссёром и сценаристом, а Кид Кади — исполнительным продюсером проекта. Компания Mad Solar, основанная Кади, также присоединилась к производству фильма.
В ноябре 2020 года на главные роли были назначены Миа Гот и Кид Кади, а Дженна Ортега вела заключительные переговоры о съёмках в проекте. Участие Ортеги было подтверждено в этом же месяце. В феврале 2021 года к фильму присоединилась Бриттани Сноу. В январе 2022 года стало известно, что в актёрском составе значатся Мартин Хендерсон, Оуэн Кэмпбелл и Стивен Юр.

### Съёмки
Первоначально съёмки фильма планировались в США, однако из-за распространения COVID-19 они были перенесены в Новую Зеландию, где с начала пандемии не фиксировалось всплесков заболеваемости. Съёмочный процесс стартовал 16 февраля 2021 года на Северном острове страны. Основной локацией для штата Техас послужил посёлок Форделл, на одной из ферм которого снималась большая часть кинокартины. Ряд сцен были сняты в городе Уонгануи и его окрестностях. Съёмки также производились неподалёку от небольшого города Буллс, где продюсеры использовали старую ратушу. Работа над фильмом была завершена 16 марта 2021 года.
«X» снимался камерой Sony Venice с оптическими зумами Vantage MiniHawks и Kowa. Первый объектив применялся для съёмок основных сцен киноленты, второй — в кадрах создаваемого героями порнофильма. В некоторых эпизодах использовался дополнительный зум Arri Ultra Prime 8R с эффектом рыбьего глаза. Оператор Элиот Рокетт снимал фильм в приглушённых цветах и прибегал к постобработке для придания зернистости 16-миллиметровой плёнки, на которую часто снимались киноленты 1970-х годов.

### Дизайн и специальные эффекты
Дизайном фильма занимался художник-постановщик Том Хэммок. В рамках производства он построил декорации в виде сарая и барака на ферме, использовавшейся в качестве локации для съёмок. По словам Элиота Рокетта, он и Уэст стремились стилизовать фильм таким образом, словно «он был найден в капсуле времени». Для этого они применяли осветительные приборы с линзами Френеля и старые лампы накаливания.
Мальгося Туржанская была назначена художницей по костюмам. Она создала одежду эпохи 1970-х годов, одев действующих лиц в брюки клёш и полиэстеровые костюмы. Герою Кида Кади дизайнер разработала пиджак и брюки василькового цвета, а персонажу Мартина Хендерсона — ковбойскую шляпу и рубашку с характерным воротником в стиле вестерн 1890-х годов.
Для Мии Гот, исполняющей роль Пэрл, был подготовлен специальный пластический грим от компании Wētā Workshop. Она рассказала об этом опыте: «Это были хорошие 10 часов в гримёрном кресле, затем я шла на съёмочную площадку и работала по 12 часов в день, а визажист Сара Рубано, которая была великолепна, постоянно подкрашивала меня и проверяла, в порядке ли мои контактные линзы, и всё такое прочее». Актриса использовала 30 отдельных протезов. Во время съёмок некоторых сцен с одновременным участием персонажей Максин и Пэрл применялся цифровой композитинг. Дублёром Гот выступала актриса Элис Мэй Коннолли, в частности, в совместных эпизодах с героинями, где одна из них не полностью находится в кадре. Также грим был изготовлен Стивену Юру, который состоял из девяти индивидуальных протезов. Самыми объёмными частями являлись шея, скулы и подбородок.
Сцена, где Пэрл наносит удар Эрджею в шею, включала использование выдвижного опорного ножа, протеза шеи с прорезью и трубки, позволяющей проходить искусственной крови через отверстие. Эффект последующего обезглавливания Эрджея был достигнут при помощи манекена головы персонажа, каскадёра и фальшпола. Исполнитель лежал на спине, а его верхняя часть находилась под фальшполом и скрывалась протезом. Затем каскадёр дёргался во время съёмок, что в сочетании с бестелесной головой манекена создавало иллюзию судорог тела Эрджея после его смерти. Для эпизода, в котором Пэрл убивает Уэйна вилами, был изготовлен макет верхней части тела персонажа от нидерландской студии MimicFX. Чтобы изобразить смерть Лоррейн от выстрела, гримёры применяли метод негативного пространства. В этом фрагменте Дженна Ортега носила во рту искусственную челюсть, а на часть её лица был нанесён грим, имитирующий обнажённые дёсны, разрушенные зубы и повреждённую кожу. Съёмки с аллигатором, созданным компанией Scale Studios, проходили в специальном бассейне, в котором находилась голова животного с ручными челюстями. В кадрах, где аллигатор нападает на Бобби-Линн, актрису Бриттани Сноу заменяла каскадёрша.

### Музыка
Музыка к фильму была написана Тайлером Бэйтсом и Челси Вулф. Последняя в свою очередь исполнила кавер-версию песни «Oui, Oui, Marie», выпущенной цифровым синглом 11 марта 2022 года. По словам Бэйтса, он и Вулф намеревались «создать вокально-ориентированную партитуру, обрамлённую органическими синтезаторами и атмосферу, напоминающую звуковую эстетику артхаусных фильмов ужасов 1970-х годов». Вулф, прежде не писавшая саундтрек, использовала свой голос в записях и имитировала непевческие звуки, чтобы передать эмоции персонажей. Бейтс сравнил результат с музыкой в фильмах «Дебби покоряет Даллас» и «Ребёнок Розмари».
Помимо музыки Бейтса и Вулф, в фильме прозвучали ряд композиций 1960-х и 1970-х годов, в том числе «In the Summertime» группы Mungo Jerry, «Act Naturally» Лоретты Линн и «(Don't Fear) The Reaper» ансамбля Blue Öyster Cult. Кроме того, в одной из сцен фильма Бобби-Линн (Бриттани Сноу) под аккомпанемент акустической гитары Джексона (Кид Кади) поёт песню «Landslide» группы Fleetwood Mac.
Альбом был выпущен 25 марта 2022 года лейблом A24 Music.
| №                   | Название                   | Исполнитель         | Длительность |
| ------------------- | -------------------------- | ------------------- | ------------ |
| 1.                  | «My God»                   |                     | 2:10         |
| 2.                  | «Maxine Meets Pearl»       |                     | 1:19         |
| 3.                  | «Theda»                    |                     | 2:36         |
| 4.                  | «Pearl’s Lullaby»          |                     | 1:31         |
| 5.                  | «Fucking Finally»          |                     | 1:14         |
| 6.                  | «Pearl's Rapture»          |                     | 1:20         |
| 7.                  | «Dolls»                    |                     | 3:00         |
| 8.                  | «Pumping Gas»              |                     | 0:20         |
| 9.                  | «Our Secret»               |                     | 3:08         |
| 10.                 | «Use Your Telephone»       |                     | 0:52         |
| 11.                 | «We Talked About This»     |                     | 2:07         |
| 12.                 | «Nice Girl»                |                     | 1:34         |
| 13.                 | «Headlights»               |                     | 4:21         |
| 14.                 | «Sorry to Disturb You»     |                     | 2:38         |
| 15.                 | «The Cellar»               |                     | 1:06         |
| 16.                 | «What is it Baby?»         |                     | 1:13         |
| 17.                 | «I Was Young Once»         |                     | 3:05         |
| 18.                 | «Tell Me I'm Special»      |                     | 3:59         |
| 19.                 | «Maxine Grabs the Gun»     |                     | 4:11         |
| 20.                 | «Oui, Oui, Marie»          | Челси Вулф          | 6:15         |
| 21.                 | «Bring Our Daughters Home» |                     | 1:00         |
| Общая длительность: | Общая длительность:        | Общая длительность: | 48:59        |

## Релиз и маркетинг
11 января 2022 года вышел первый тизерный постер фильма. На следующий день в сети был выпущен официальный трейлер. В начале февраля 2022 года были опубликованы постеры с главными персонажами из фильма.
Мировая премьера киноленты состоялась 13 марта 2022 года в рамках кинофестиваля South by Southwest. На показе лично присутствовал Тай Уэст. В США фильм вышел 18 марта 2022 года.
14 апреля 2022 года «X» стал доступен в формате видео по запросу на платформах Apple TV, Amazon Prime Video, Google Play, YouTube и Vudu. 24 мая 2022 года фильм был выпущен на Blu-ray и DVD-носителях.

## Приём

### Оценки
Подавляющее большинство критиков положительно восприняло фильм. На Rotten Tomatoes его рейтинг составляет 94 % на основе 229 рецензий критиков со средней оценкой 7,8 из 10. На Metacritic фильм получил 80 баллов из 100 на основании 35 рецензий критиков, что означает «в целом положительные отзывы». Зрители, опрошенные сайтом PostTrak, дали фильму 68 % положительных оценок и 45 % «определённой рекомендации».
В основном признание критиков получили режиссура Уэста и актёрский состав. Ведущий критик Энтони Скотт из The New York Times назвал кинокартину «умной» и «яркой», заодно отметив способность режиссёра без стеснения демонстрировать «тела, которые он может показать» и обращаться к теме вуайеризма. По словам Скотта, благодаря «эстетике» фильма в нём не только выражаются «ужасы или возбуждение», но и «моменты удивительной нежности». Ричард Роупер (Chicago Sun-Times) и Джон Дефор (The Hollywood Reporter), помимо общих благоприятных отзывов о киноленте, соответственно выделили «талантливый» и «привлекательный» актёрский состав. Кроме того, Дефор указал на умение Уэста затрагивать тему боли о невозвратимой молодости и сочувствовать тем, кто пересекает рубеж зрелости. Дэвид Симс из The Atlantic счёл фильм «современной классикой», сравнив его с «творчески провальной» «Техасской резнёй бензопилой» 2022 года, и одобрил качественно поставленные пугающие сцены Уэстом без использования «дешёвых джампскейров» и «тревожной музыки».
Оуэн Глейберман (Variety) и Эбби Ольчезе (RogerEbert.com) в своих рецензиях отметили Мию Гот, образ которой критики посчитали оммажем порноактрисам Джин Далтон и Линде Лавлейс. Тодд Гилкрист из The A.V. Club положительно отозвался о Гот и Бриттани Сноу, которые «излучают бесстрашие и почти земной комфорт» в показе своих тел, а также «придерживаются сильной и секс-позитивной позиции» в рамках фильма. Роберт Дэниелс из IndieWire аналогично отметил Гот, «пополнившую ряды „королев крика“», и Сноу, «чья Бобби-Линн с апломбом обильно и грязно острит». Дэвид Фир из Rolling Stone наравне с Дэниелсом присвоил Гот титул «королевы крика» и заметил, что в «X» актриса значительно повысила качество своей игры. Сара Мишель Феттерс из MovieFreak назвала весь актёрский состав «профессионалами», в частности похвалив «особо хорошую» Сноу и её «откровенную» игру в сцене отдыха героев после съёмок. Однако, по мнению Феттерс, именно Гот является «доминирующей» актрисой в фильме, чьи перевоплощения критик посчитала «неземными колебаниями поэтически гротескной красоты».
Некоторые критики отметили звуковое и музыкальное оформление фильма. Сара Тай-Блэк из The Globe and Mail назвала музыку «идеальной», в то время как Джейсону Бэйли из The Playlist «жуткая» партитура напомнила саундтрек из хоррора «Напугать Джессику до смерти». Кроме музыки, он обратил внимание на использование Уэстом звуковых эффектов, таких как жужжание мух, за счёт чего в фильме «создаётся атмосфера нервного страха». Ранее упоминавшийся Дэвид Фир остался под впечатлением от «необычных» композиций Бэйтса и Вулф, «делающих исключительную работу по подстёгиванию вашей памяти и омрачению настроения». Мартин Цай из TheWrap, в отличие от предыдущих коллег, уделил особое значение именно звуковому дизайну «X», который критик неоднозначно оценил из-за его «вызывающей громкости», перекрывающей южный акцент героев.
Немногочисленные критики отрицательно восприняли фильм. Майкл О’Салливан из The Washington Post охарактеризовал «X» как «нелепый» и «оскорбительный», тем не менее признав, что зритель найдёт в нём je ne sais quoi («что-то особенное») для себя. Джеймс Верньер из Boston Herald назвал сюжет хоррора «до глупости прямолинейным» и посетовал, что, кроме джамп-катов, кинолента не может предложить ничего нового. При этом он оставил неоднозначный отзыв о Мии Гот, которая «привносит на экран странное, угрюмое, и, пожалуй, вялое ощущение присутствия». Кит Гарлингтон из Keith & the Movies в негативной рецензии назвал работу Уэста «бесстыдной одой фильмам-слэшерам» и «дрянной подделкой», а персонажей — «поверхностными» и «фальшивыми».
Фильм был удостоен положительных отзывов и от российских критиков. Рецензент сайта «Лайфхакер» Алексей Хромов похвалил «X», назвав его «очень интересным и универсальным примером современного фильма ужасов, говорящего на серьёзные темы». Он высоко оценил атмосферу 1970-х годов, сюжет и съёмки, подытожив, что кинокартина «понравится всем любителям необычных ужастиков». Настасья Горбачевская из Film.ru поставила фильму 8 баллов из 10 и описала его как «кровавую ретро-открытку от мастера ужасов Тая Уэста», который «называет хоррор своим именем и делает это с неподдельной любовью и нежностью».

### Темы и влияние
Нейт Роско из Fangoria писал в эссе о фильме, что «X» является примером современного взгляда на поджанр ужасов психобидди, в котором стареющие или пожилые женщины изображены гротескными и жестокими персонажами. Основными темами фильма он выделил старение, молодость и тоска по прошлому: «Взаимосвязь между красотой, старением и самооценкой наиболее заметно проявляется в архитектуре „X“, черпающего вдохновение из самых мрачных уголков искусства и эксплуатации». Роско также обратил внимание, что фильм представляет своего антагониста — жестокую Пэрл — в сочувственной манере, отметив, что временами «нельзя не испытывать невыносимой жалости к этой трагической персоне».
Большинство критиков посчитали фильм «X» данью уважения культовому слэшеру «Техасская резня бензопилой». Другие киноленты, по мнению рецензентов, оказавшие влияние на фильм, включают «Психо», «Жесткач», «Сияние», «Аллигатор» и «Ночи в стиле буги». Ричард Роупер из Chicago Sun-Times писал, что «X» содержит «отголоски» таких порнографических фильмов, как «Грустное кино» и «Дебби покоряет Даллас».

## Награды и номинации
| Награда                                             | Категория                                                                  | Имя                                                                  | Результат | Пр.    |
| --------------------------------------------------- | -------------------------------------------------------------------------- | -------------------------------------------------------------------- | --------- | ------ |
| Ассоциация кинокритиков Остина                      | Прорывной актёр                                                            | Дженна Ортега (также за фильмы «Последствия», «Крик» и «Студия 666») | Победа    | [ 59 ] |
| Общество кинокритиков Бостона                       | Лучшая операторская работа                                                 | Элиот Рокетт (также за фильм «Пэрл»)                                 | Победа    | [ 60 ] |
| Инди-критики Чикаго                                 | Лучший независимый фильм                                                   | Джейкоб Джаффке, Тай Уэст, Кевин Турен, Харрисон Крайсс              | Номинация | [ 61 ] |
| Инди-критики Чикаго                                 | Лучший грим                                                                | Сара Рубано                                                          | Номинация | [ 61 ] |
| Ассоциация кинокритиков Колумбуса                   | Актриса года                                                               | Миа Гот (также за фильм «Пэрл»)                                      | Номинация | [ 62 ] |
| Critics' Choice Super Awards                        | Лучший фильм ужасов                                                        |                                                                      | Номинация | [ 63 ] |
| DiscussingFilm Critics Awards                       | Лучший фильм ужасов                                                        |                                                                      | Номинация | [ 64 ] |
| Fangoria Chainsaw Awards                            | Лучший фильм в широком прокате                                             |                                                                      | Номинация | [ 65 ] |
| Fangoria Chainsaw Awards                            | Лучшая режиссура                                                           | Тай Уэст                                                             | Номинация | [ 65 ] |
| Fangoria Chainsaw Awards                            | Лучшая роль второго плана                                                  | Бриттани Сноу                                                        | Номинация | [ 65 ] |
| Fangoria Chainsaw Awards                            | Лучшая операторская работа                                                 | Элиот Рокетт                                                         | Номинация | [ 65 ] |
| Fangoria Chainsaw Awards                            | Лучший грим                                                                | Сара Рубано, Кевин Уоснер, Weta Workshop                             | Номинация | [ 65 ] |
| Golden Schmoes Awards                               | Лучший фильм ужасов года                                                   |                                                                      | Номинация | [ 66 ] |
| Golden Schmoes Awards                               | Самый крутой персонаж года                                                 | Миа Гот (также за фильм «Пэрл»)                                      | Номинация | [ 66 ] |
| Golden Scythe Horror Awards                         | Лучший фильм                                                               |                                                                      | Номинация | [ 67 ] |
| Golden Scythe Horror Awards                         | Лучший слэшер                                                              |                                                                      | Номинация | [ 67 ] |
| Golden Scythe Horror Awards                         | Лучшая режиссура                                                           | Тай Уэст                                                             | Номинация | [ 67 ] |
| Golden Scythe Horror Awards                         | Лучшая женская роль второго плана                                          | Бриттани Сноу                                                        | Номинация | [ 67 ] |
| Golden Scythe Horror Awards                         | Лучшее использование практических эффектов                                 |                                                                      | Победа    | [ 67 ] |
| Golden Scythe Horror Awards                         | Лучший момент в фильме ужасов                                              |                                                                      | Номинация | [ 67 ] |
| Golden Scythe Horror Awards                         | Лучшее убийство                                                            |                                                                      | Номинация | [ 67 ] |
| Golden Scythe Horror Awards                         | Лучший постер                                                              |                                                                      | Номинация | [ 67 ] |
| Golden Scythe Horror Awards                         | Лучший трейлер                                                             |                                                                      | Номинация | [ 67 ] |
| Golden Scythe Horror Awards                         | Лучшая вступительная заставка                                              |                                                                      | Номинация | [ 67 ] |
| Golden Tomato Awards                                | Лучший фильм ужасов                                                        |                                                                      | Победа    | [ 68 ] |
| Премия Гильдии музыкальных супервайзеров США        | Лучшее музыкальное сопровождение фильма (с бюджетом менее 10 млн долларов) | Джо Рудж                                                             | Номинация | [ 69 ] |
| Ассоциация кинокритиков Голливуда                   | Лучший фильм ужасов                                                        |                                                                      | Номинация | [ 70 ] |
| Ассоциация кинокритиков Голливуда в середине сезона | Лучшая женская роль                                                        | Миа Гот                                                              | Номинация | [ 71 ] |
| Ассоциация кинокритиков Голливуда в середине сезона | Лучший фильм ужасов                                                        |                                                                      | Номинация | [ 71 ] |
| Ассоциация кинокритиков Голливуда в середине сезона | Лучший инди-фильм                                                          |                                                                      | Номинация | [ 71 ] |
| Hollywood Music in Media Awards                     | Лучшее музыкальное сопровождение фильма                                    | Джо Рудж                                                             | Номинация | [ 72 ] |
| Ассоциация киножурналистов Индианы                  | Лучшая режиссура                                                           | Тай Уэст                                                             | Номинация | [ 73 ] |
| Ассоциация киножурналистов Индианы                  | Лучший оригинальный сценарий                                               | Тай Уэст                                                             | Номинация | [ 73 ] |
| Ассоциация киножурналистов Индианы                  | Лучшая главная роль                                                        | Миа Гот                                                              | Номинация | [ 73 ] |
| International Online Cinema Awards                  | Лучший актёрский состав                                                    |                                                                      | Номинация |        |
| International Online Cinema Awards                  | Лучшая женская роль второго плана                                          | Бриттани Сноу                                                        | Номинация |        |
| International Online Cinema Awards                  | Лучший оригинальный сценарий                                               | Тай Уэст                                                             | Номинация |        |
| International Online Cinema Awards                  | Лучшая музыка                                                              | Тайлер Бэйтс, Челси Вулф                                             | Номинация |        |
| International Online Cinema Awards                  | Лучший дизайн костюмов                                                     | Мальгося Туржанская                                                  | Номинация |        |
| International Online Cinema Awards                  | Лучший грим и причёски                                                     | Сара Рубано                                                          | Номинация |        |
| MTV Movie & TV Awards                               | Лучший испуг                                                               | Миа Гот                                                              | Номинация | [ 74 ] |
| Ассоциация кинокритиков Music City                  | Лучший фильм ужасов                                                        |                                                                      | Номинация | [ 75 ] |
| Общество кино Северной Дакоты                       | Лучший грим и причёски                                                     | Сара Рубано                                                          | Номинация | [ 76 ] |
| Ассоциация кинокритиков Северного Техаса            | Лучший новичок                                                             | Дженна Ортега                                                        | Номинация | [ 77 ] |
| Сатурн                                              | Лучший фильм ужасов                                                        |                                                                      | Номинация | [ 78 ] |
| Группа критиков Феникса                             | Лучший фильм ужасов                                                        |                                                                      | Номинация | [ 79 ] |
| Ассоциация критиков Портленда                       | Лучший фильм ужасов                                                        |                                                                      | 2-е место | [ 80 ] |
| Общество кинокритиков Сиэтла                        | Лучший злодей                                                              | Миа Гот (также за фильм «Пэрл»)                                      | Номинация | [ 81 ] |
| South by Southwest                                  | Полуночники                                                                | Тай Уэст                                                             | Номинация | [ 82 ] |
| Ассоциация кинокритиков Сент-Луиса                  | Лучший фильм ужасов                                                        |                                                                      | Номинация | [ 83 ] |
| Sunset Circle Awards                                | Лучшая женская роль                                                        | Миа Гот (также за фильм «Пэрл»)                                      | Номинация | [ 84 ] |
| Sunset Circle Awards                                | Лучший фильм ужасов                                                        |                                                                      | Победа    | [ 84 ] |
| Sunset Circle Awards                                | Лучший режиссёрский прорыв                                                 | Тай Уэст (также за фильм «Пэрл»)                                     | Номинация | [ 84 ] |

## Франшиза
В марте 2022 года стало известно о разработке приквела под названием «Пэрл», снятого параллельно с первым фильмом и повествующего об истории главной антагонистки из «X». Тай Уэст вновь стал режиссёром и сценаристом фильма. Миа Гот исполнила роль молодой Пэрл и приняла участие в написании сценария с Уэстом. Она также выступила исполнительным продюсером приквела совместно с Уэстом, Кидом Кади и Сэмом Левинсоном. Выход фильма состоялся 16 сентября 2022 года.
Незадолго до выхода «Пэрл» A24 анонсировала третью часть серии «Максин XXX», которая является сиквелом «X». Уэст и Гот вернулись к работе над фильмом. Сюжет разворачивается вокруг персонажа Максин, отправившейся в Лос-Анджелес 1980-х годов для осуществления мечты стать известной актрисой. Релиз фильма состоялся 5 июля 2024 года.